# Composite Battle
Composite Battle, официальное название Composite Battle World Cup — соревнование среди команд инженеров по производству изделий из композиционных материалов, образованное в 2015 году и проводящееся на международном уровне с 2016 года в соответствии со стандартами профессиональной организации World Skills International. Участники чемпионата на площадке своими руками создают и испытывают готовый продукт из композитов, стремясь достичь наилучших показателей изделия. Турнир является кандидатом на включение в одну из профессиональных компетенций мирового чемпионата WorldSkills 2019 года, который пройдёт в Казани. Также он является первым в России мероприятием, посвящённым одному из приоритетных направлений развития российской науки и инновационной промышленности.

## Организация
Предшественником международного турнира является Открытый чемпионат России по композиционным материалам Composite Battle, организаторами которого выступали МГТУ имени Н. Э. Баумана, Московский государственный университет и Московский композитный кластер при поддержке Международного центра инжиниринга и инноваций, Департамента науки, промышленной политики и предпринимательства г. Москвы и Фонда инфраструктурных и образовательных программ РОСНАНО (официальный партнёр). Основатель и идеолог чемпионата — Владимир Александрович Нелюб, директор межотраслевого инжинирингового центра «Композиты России» МГТУ им Н. Э. Баумана. Международный вариант под названием Composite Battle World Cup появился в 2016 году в России специально к 55-летию со дня первого полёта человека в космос. К организаторам турнира присоединились Казанский авиационный институт и Союз производителей композитов России.
Соревнование создано с целью развития российской композитной отрасли и её популяризации среди молодых инженеров и студентов как одного из приоритетных направлений развития российской промышленности. Помимо спортивной составляющей, на Composite Battle проходят ежегодные международные конференции на тему производства и применения композитных материалов, где представители ведущих предприятий этой отрасли представляют свои перспективные проекты; мастер-классы для желающих увидеть процесс создания изделия из композитов и выставки достижений в области композитов.

## Правила
Как правило, соревнование состоит из четырёх раундов. В первом раунде создаётся модель заявленного организаторами изделия по выставленным требованиям с проведением расчётов и испытаний на прочность. Во втором раунде изделие изготавливается и испытывается в рамках прохождения полного жизненного цикла. В третьем раунде команда представляет свой проект (бизнес-кейс) по коммерциализации изделий из композитов и защитить его. В четвёртом раунде команды участвуют в интеллектуальном конкурсе, правила которого схожи с правилами игр типа «Брейн-ринг» и «Что? Где? Когда?». Побеждает команда, набравшая наибольшее количество баллов по сумме конкурсов.

## Список чемпионатов
| Год  | Дни               | Город  | Страна | Университет-организатор                     | Количество команд |
| ---- | ----------------- | ------ | ------ | ------------------------------------------- | ----------------- |
| 2015 | 28—29 октября     | Москва | Россия | МГТУ имени Н. Э. Баумана                    | 13                |
| 2016 | 26—29 октября     | Казань | Россия | Казанский авиационный институт              | 15                |
| 2017 | 21—23 ноября      | Сиань  | Китай  | Северо-Западный политехнический университет | 16                |
| 2018 | 7—8 декабря       | Москва | Россия | МГТУ имени Н. Э. Баумана                    | 11                |
| 2019 | 20 ноября (финал) | Москва | Россия | МГТУ имени Н. Э. Баумана                    | 20                |

## Обзор чемпионатов

### Composite Battle 2015
Соревнование под названием «I Открытый чемпионат России по композитам Composite Battle 2015» прошло с 28 по 29 октября в Москве на ВДНХ в рамках форума и шоу технологий «Открытые инновации 2015». В чемпионате приняли участие 13 команд из Москвы, Санкт-Петербурга, Казани, Иркутска, Самары, Калуги и Минска, представлявшие ведущие университеты, которые проводят научно-практические работы в сфере композиционных материалов, и предприятия, специализирующиеся на производстве изделий из композиционных материалов. На первом этапе команды изготавливали вейкборд из углепластика, материал был предоставлен компанией «Препрег-СКМ», одним из спонсоров конкурса. Жюри возглавлял директор калужского Кластера авиационно-космических технологий и гендиректор предприятия «Технология» (холдинг «РТ-Химкомпозит») Олег Комиссар.
К командам предъявлялись два требования: количество участников — от 5 до 7 человек, каждый участник должен уметь работать с полимерными композициоными материалами. В «Технологическом конкурсе» победу разделили команды «Технополис» от Нанотехнологического центра композитов и «PCMan» от МГУ, набрав одинаковое количество баллов (2-е место заняла казанская команда «ГИПАР» из КНИТУ-КАИ). В конкурсе «Расчёт на прочность» победу одержала казанская команда. В конкурсе «Брейн-ринг» победила команда «Технополис». В общем зачёте победу разделили «Технополис» и «PCman», получившие право поехать на чемпионат мира по композитам в рамках Международной инженерной олимпиады; второе место заняла команда «ГИПАР», третье — «Самарские инженеры» (Самарский аэрокосмический госуниверситет имени С. П. Королева). 4-е место досталось команде «Композиты России» из МГТУ имени Н. Э. Баумана.

### Composite Battle 2016
Первый международный чемпионат прошёл в Казани в спортивном комплексе «КАИ-Олимп» при поддержке Правительства Республики Татарстан и состоял из двух этапов: федеральный и международный. Заявки на участие подали 17 команд. В первом этапе, прошедшем с 26 по 28 октября, приняли участие 10 команд из разных городов России (Москва, Санкт-Петербург, Казань, Саратов и другие города): они изготавливали люк для капота вертолёта «Ансат», а жюри оценивало готовое изделие по критериям качества самого изделия и сопроводительной документации к нему, соответствия техническому заданию и затратам на производство. В международный этап проходили три команды.
Во втором этапе, состоявшемся 29 октября, участвовали 15 команд из России, Белоруссии, Казахстана, Китая, Индии, Германии, Мьянмы и Италии: они должны были изготовить корпус квадрокоптера, который оценивался по тем же критериям. Лучший экземпляр был испытан на прочность в присутствии зрителей. Пьедестал почёта заняли российские команды: победила команда «ГИПАР» Казанского национального исследовательского технического университета, 2-е место заняла команда «Композиты России», представлявшая МГТУ имени Н. Э. Баумана, 3-е место — команда «Технополис» Нанотехнологического центра композитов, 4-е место — «НИИграфит».
В рамках дополнительной программы чемпионата прошли международная конференция по композитам «Трансфер авиационно-космических технологий в ключевые секторы экономики» и выставка достижений в сфере композитной промышленности, а также турнир Junior Composite Battle для школьников, где участникам предлагалось создать летающую тарелку из углепластика, а также принять участие в интеллектуальном конкурсе. Победу в Junior Composite Battle одержала команда Центра молодёжного инновационного творчества МГТУ имени Н. Э. Баумана. Также на федеральном этапе прошли соревнования по изготовлению вейкбордов: победу одержала команда Санкт-Петербургского политехнического университета Петра Великого. В специальном конкурсе бизнес-кейсов приняли участие 15 команд таких предприятий, как Казанский вертолётный завод, «Рускомпозит», Сarbon Studio, Umatex и другие.

### Composite Battle 2017
С 21 по 23 ноября 2017 года состоялся второй международный чемпионат Composite Battle в китайском городе Сиань, организатором турнира стал Северо-Западный политехнический университет, один из ведущих вузов Китая. В турнире участвовали 16 команд из России, Китая, Австралии, Египта, Мьянмы, Белоруссии и Украины (итого около 500 человек), на соревнованиях присутствовали около 5 тысяч зрителей. Команда «Композиты России» из МГТУ имени Н. Э. Баумана победила в номинациях интеллектуального конкурса и презентации бизнес-кейсов. В номинации «Бизнес-чутьё» победила белорусская команда РУП «Научно-производственный центр многофункциональных беспилотных комплексов» при НАН Беларуси. В номинации «Проектирование, изготовление и испытание композитной конструкции» 4-е место заняла команда Национального аэрокосмического университета имени Н. Е. Жуковского.

### Composite Battle 2018
Третий международный чемпионат (четвёртый по счёту) состоялся с 7 по 8 декабря на базе МГТУ им Н. Э. Баумана в рамках форума «Ключевые тренды в композитах: наука и технологии». В чемпионате приняли участие 11 команд из России, Франции, Чехии, Белоруссии, Мьянмы, Индии, Египта и России. Россию представляли команды МИЦ «Композиты России» (хозяева турнира), МГУ, КНИТУ-КАИ, МКПИ (хозяева турнира) и МГОК. Все состязания проходили в четыре этапа: технологический, расчётный, этап интеллектуальных конкурсов и представление бизнес-кейса. Задание турнира было приурочено к состоявшемуся в том году домашнему чемпионату мира по футболу и заключалось в разработке футбольных щитков.
Итоги турнира в общекомандном зачёте:
1. МИЦ «Композиты России» (МГТУ)
2. КНИТУ-КАИ (Казанский национальный исследовательский технический университет имени А. Н. Туполева)
3. Военный институт Египта
4. МГУ
5. Университет прикладных наук
6. Военная технологическая академия
7. Московский техникум космического приборостроения (МГТУ)
8. МГОК
9. Чешский агротехнический университет
10. Французские студенты МГИМО
11. Полоцкий государственный университет

Казанцы заняли 1-е место в расчётном конкурсе и 2-е место в остальных номинациях. Команда МТКП заняла 3-е место в номинации бизнес-кейсов.
Параллельно в те же дни в досугово-образовательном центре «Техноград» прошёл полуфинал школьного турнира Composite Battle Junior с участием 10 команд, в том числе ряда ГБОУ, а также слушателей детских технопарков «Инжинириум» и «Москва». Три команды вышли в финал, состоявшийся 23 декабря (победу разделили команды детских технопарков).

### Composite Battle 2019
Четвёртый международный чемпионат Composite Battle состоялся в 2019 году в формате виртуальной реальности (VR) и прошёл в пять этапов (Италия, Босния, Словакия, Германия и Хорватия). Финал был назначен на 20 ноября в Москве в формате международного хакатона, участниками стали школьники и студенты из 20 стран, в том числе России, Германии, Италии, Словакии, Боснии и Герцеговины, Хорватии и Белоруссии. Победу среди школьников одержал белорус Иван Артюхович (Минск), второе место занял хорват Юрий Хостич (Загреб), третье — немка Юлия Закладни (Берлин), представлявшая Mildred-Hamack Europaschule.
Среди студентов были выявлены следующие победители:
- Будапештский университет технологии и экономики — бизнес-кейс
- КНИТУ-КАИ (Казань) — интеллектуальный конкурс
- Военная технологическая академия — технологический конкурс в формате VR
- Египетский военно-технический колледж (Каир) — абсолютный чемпион